# アスパイア・ゾーン

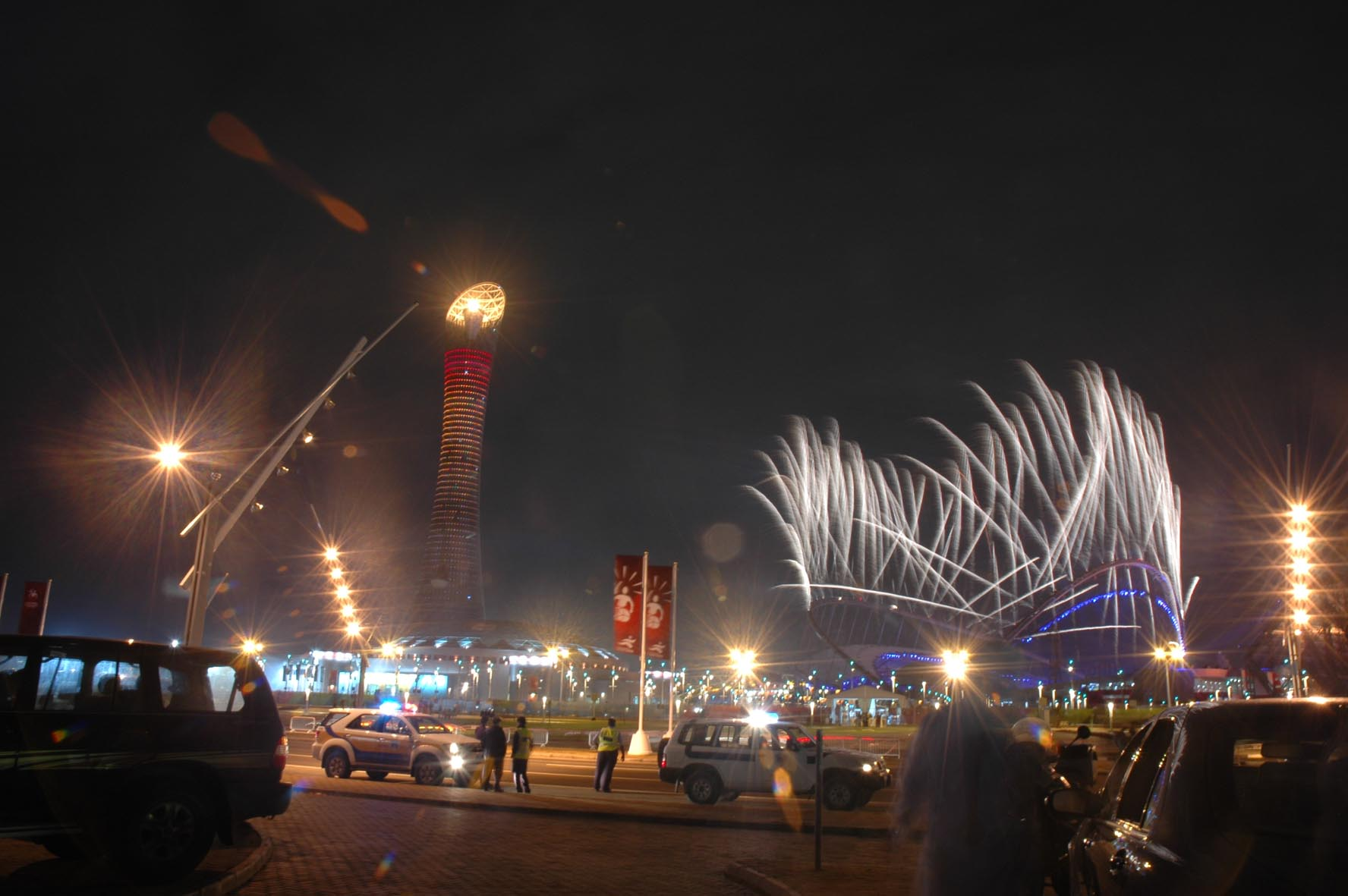
2006年アジア競技大会開会式

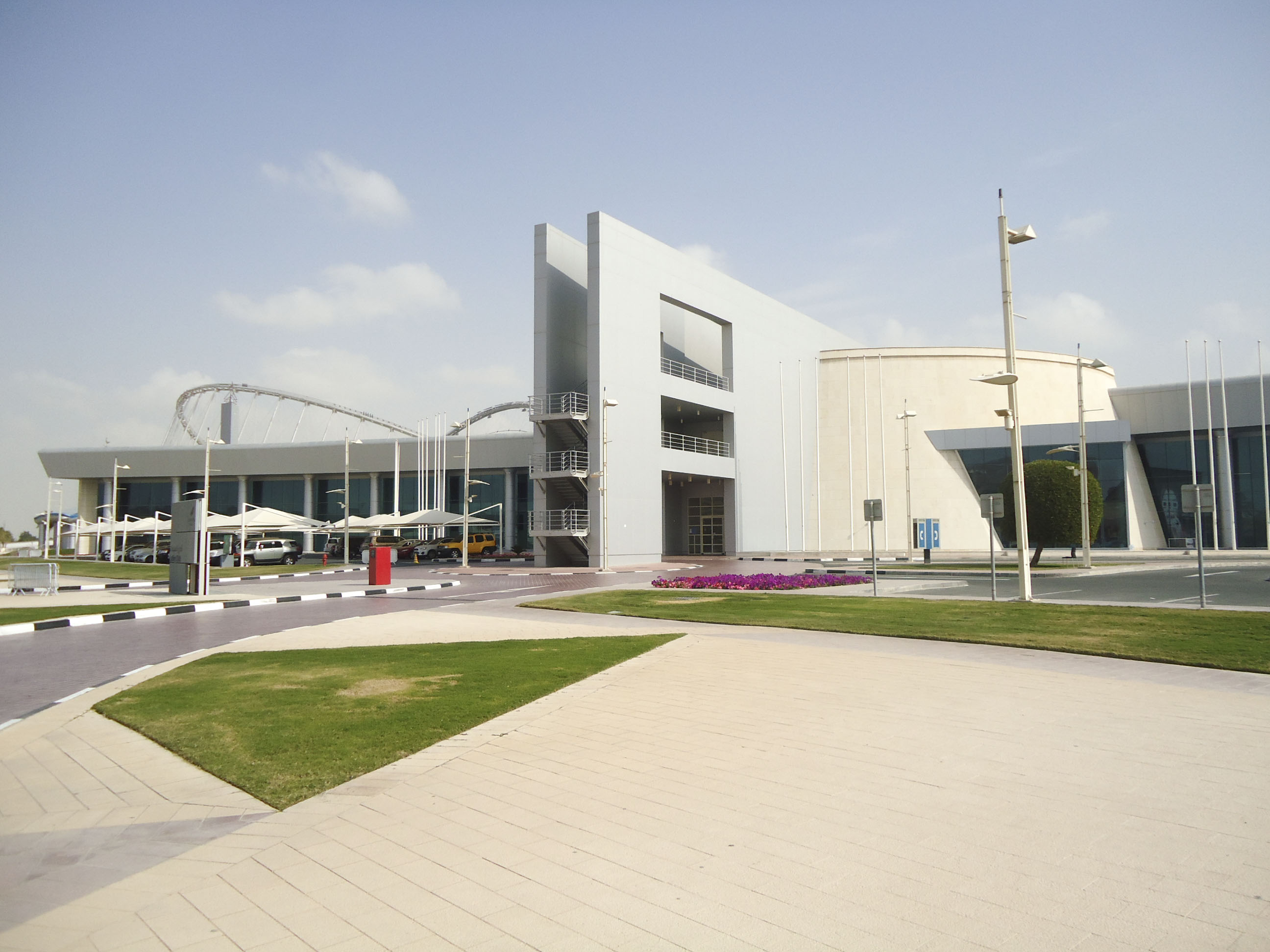
レディースクラブ

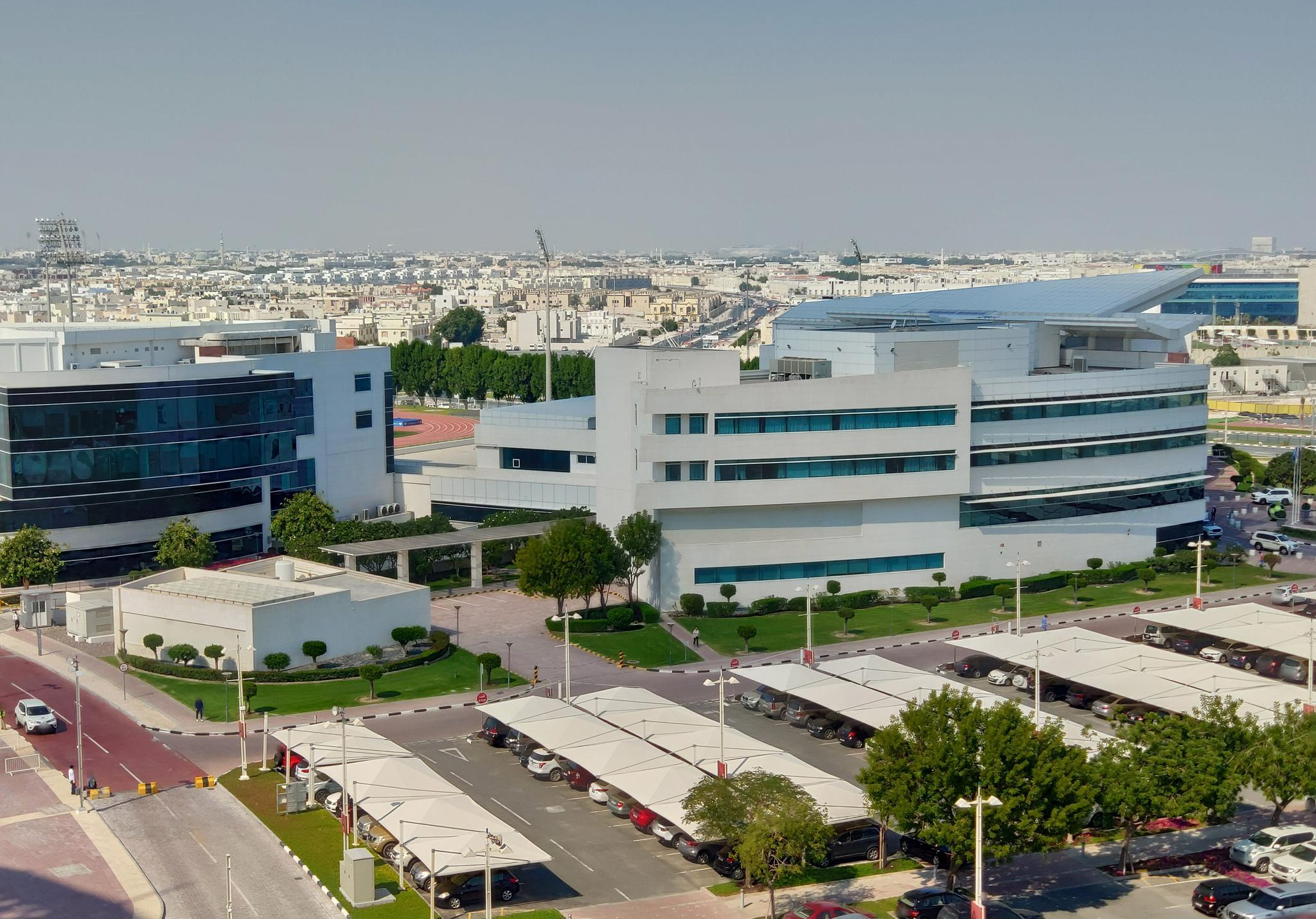
全景空撮

アスパイア・ゾーン (Aspire Zone、旧称：ドーハ・スポーツシティ (Doha Sports City)）は、カタール・ライヤーンのバーヤ地区にある、250ヘクタール (2.5 km2) の広さを持つスポーツ・コンプレックス。2003年に設立されたアスパイア・ゾーン財団が所有し、翌年にはスポーツアカデミーであるアスパイア・アカデミーが開設された。いくつかのスポーツ施設を併設しており、その多くは2006年アジア競技大会の為に整備された。
カタールで最も高い建物であるアスパイア・タワーが建ち、カタールで最もポピュラーなショッピングモールであるヴィラジオモールに隣接する。
2022 FIFAワールドカップ招致に向けてカタールサッカー協会が重要な拠点として位置付けた施設であり、2016年夏季オリンピックの開催地選考に向けてカタールオリンピック委員会がドーハへのオリンピック招致に当たっての中心施設として位置付けた施設でもある。
2024年、アスパイア・ゾーン財団はサッカーの国際大会である「イクオリティ・カップ」を開催した。

## スポーツ施設
アスパイア・ゾーンに所在する主なスポーツ施設は以下の通り。
- ハリーファ国際スタジアム（多目的競技場）
- ハマド・アクアティック・センター（英語版）（オリンピックサイズ・プール）
- アスパイア・ドーム（英語版）（世界最大規模の屋内多目的競技施設で、13の異なるスポーツイベントの同時開催に対応する）[5]

## アスパイア・アカデミー
アスパイア・アカデミーはカタールのスポーツ選手養成機関で、アスパイアゾーン内にある。

## アスペタル
アスペタル (Aspetar) はアスパイア・ゾーン内にある整形外科とスポーツ医学を専門とする医療機関で、2007年に開院した。2009年には国際サッカー連盟 (FIFA) の メディカルセンター・オブ・エクセレンスの認定を受けている。「Aspetar Sports Medicine Journal」という学術誌を刊行している。